# Marsh Spur
Der Marsh Spur ist ein Gebirgskamm unweit der Oskar-II.-Küste des Grahamlands im Norden der Antarktischen Halbinsel. Er ragt 7 km südlich des Bildad Peak und ebenso weit westlich des Scar Inlet auf. Der Gebirgskamm besteht aus komplexem Gneis und vulkanischem Gestein aus dem oberen Oberjura.
Das UK Antarctic Place-Names Committee benannte ihn 1976 nach dem Geologen Anthony Frank Marsh (* 1941) vom British Antarctic Survey, der zwischen 1963 und 1965 am Fossil Bluff und in der Hope Bay tätig war.